# 始雷獸
始雷獸（學名：Eotitanops）是一屬已滅絕的哺乳動物，是已知最早的雷獸。
始雷獸肩高只有45厘米，較雷獸科最大的王雷獸少很多。牠的外觀就像同期的古獸馬科，一頭很大及遲鈍的始祖馬。始雷獸是吃樹葉的。牠的前肢有四趾，而後肢只有三趾。